# 함양 거연정
함양 거연정(咸陽 居然亭)은 대한민국 경상남도 함양군 서하면에 있는 정자이다. 2005년 10월 13일 경상남도의 유형문화재 제433호로 지정되었다.
동지중추부사를 지낸 화림재 전시서(全時敍)선생이 1640년경 서산서원을 짓고 그 곁인 현 거연정 위치에 억새로 만든 정자를 최초로 건립하였으며 1853년 화재로 서원이 불타자 이듬해 복구하였으나 1868년 서원철폐령에 따라 서원이 훼철되자 1872년 화림재 선생의 7대손인 전재학 등이 억새로 된 정자를 철거하고 훼철된 서산서원의 재목으로 재 건립되었으며 1901년 중수가 있었다.
거연정은 함양군 안의면에서 26번 국도를 따라 전주방향으로 9㎞ 정도의 거리에 위치하는 봉전마을 앞 하천내에 있는데, 이곳은 옛 안의 3동의 하나인 화림동 계곡으로서 농월정, 거연정, 용유담과 어우러져 절경을 이루는 곳이다. 거연정은 봉전마을 앞을 흐르는 남강천의 암반위에 단동으로 건립되어 있다.

## 지정 사유
건물의 입면비례가 뛰어나고 학술적 가치가 우수하며 보존상태가 양호하므로 유형문화재로 지정한다.

## 같이 보기
- 함양 화림동 거연정 일원 - 명승 제86호

## 참고 문헌
- 함양 거연정 - 국가유산청 국가유산포털